# Lokovec (Radomlja)
Lokovec je potok, ki izvira severno od naselja Trnjava v Črnem grabnu. Izliva se v reko Radomlja, ta pa nadalje v Račo in v Kamniško Bistrico. Pritoka Lokovca sta potoka Zlatopoljščica in Korenščica.